# Census of Marine Life

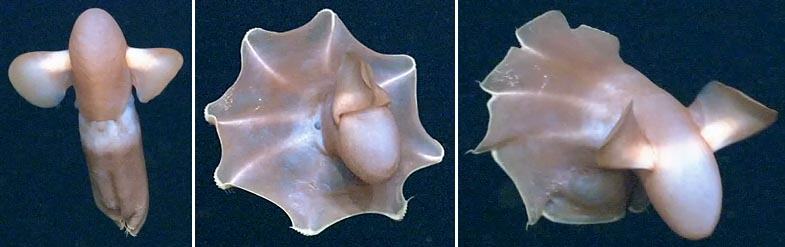
Un pulpo de la especie Cirroteuthis muelleri fotografiado durante una exploración del censo de la vida marina

El Censo de Vida Marina o CVM (en inglés: Census of Marine Life, abreviado como CoML), fue una investigación científica llevada a cabo por una red global de investigadores distribuidos en más de 80 naciones con el objetivo de verificar y describir la diversidad, la distribución y la abundancia de los organismos vivos en los océanos.
La iniciativa científica del primer censo de la vida marina empezó en el año 2000 y el informe final de los resultados fue lanzado en 2010 en Londres. El estudio contó con un presupuesto total de $650 millones de dólares estadounidenses.

## Programa

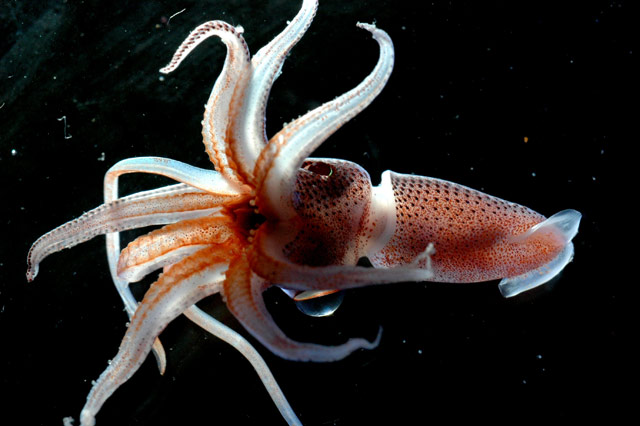
Imagen di un Histioteuthis suministrada por L. Madin para el Census of Marine Life.

El programa consistió de cuatro subprogramas principales organizados alrededor de las 3 preguntas siguientes: 
1. ¿Quién ha habitado los océanos?
2. ¿Quién habita los océanos?
3. ¿Quién habitara los océanos?

### Investigar el pasado
Los investigadores del "Censo" aceptaron el desafío de reconstruir la historia de las poblaciones animales de los océanos, antes de que la pesca adquiera consistencia, es decir hasta hace unos 500 años. Esta parte del programa recibe el nombre de History of Marine Animal Populations (HMAP) es decir: Historia de la fauna marina.

### Inventariar el presente
El componente mayor del programa "Censo" se refierió a las especies que hoy habitan los océanos mundiales. El componente se desarrolló a través de 14 proyectos de campo. 
Cada uno de estos analizó importantes grupos de la biota, en el ámbito de 6 divisiones de los océanos, utilizando una serie de instrumentos de vangurdia.

### Prever el futuro
El estudió describió quiénes habitarán los océanos, para esto se requiereron modelos numéricos y de simulación. Esta parte del programa se denominó Future of Marine Animal Populations (FMAP), es decir, Futuro de las Poblaciones de Animales Marinos. Este grupo se ocupó de compilar información desde muchas fuentes y crear instrumentos analíticos y estadísticos que permitiesen formular una previsión respecto a la población futura de los mares y océanos.